# Madison Pettis
Madison Michelle Pettis (Arlington, 22 luglio 1998) è un'attrice statunitense.
È apparsa nella serie televisiva Cory alla Casa Bianca interpretando Sophie. Nel 2007 interpretò la parte di Kelly Peyton in un film della Disney intitolato Cambio di gioco con Dwayne Johnson, un uomo che scopre di avere una figlia di otto anni.

## Biografia
Madison è nata il 22 luglio 1998 ad Arlington, Texas da Michelle e Steven Pettis. Ha un fratello maggiore, Steven Pettis Jr arruolato nell'esercito Statunitense.

### Carriera
Madison ha fatto il primo passo nel mondo dello spettacolo grazie ad una piccola partecipazione in Barney & Friends. Ebbe altre piccole parti nei telefilm Hannah Montana, 4400 e Jericho. Nel 2007 è diventata co-protagonista del telefilm Cory alla Casa Bianca interpretando Sophie, la figlia di otto anni del Presidente degli Stati Uniti d'America. Insieme a Dwayne Johnson diventò protagonista del film
Cambio di gioco. Nel 2008 diventò co-protagonista del film Free Style e di Mostly Ghostly. Diede anche la voce a due personaggi dei telefilm Special Agent Oso e Horton Hears a Who!. Sempre nel 2008 ottiene una parte nel film Sette anime con Will Smith. Nel 2010 ottiene una parte nel film Zampa e la magia del Natale, recitando il ruolo di Wil. Dal 2011 interpreta il ruolo di Allie Brookes nella sitcom canadese Life with Boys. Ha quindi iniziato a lavorare con Disney XD nella serie Lab Rats. Il 19 ottobre 2014 ha confermato, sul suo profilo di Facebook, la sua partecipazione nel cast della serie TV The Fosters.

## Filmografia

### Cinema
- Air Bud 4 - Una zampata vincente (Air Bud: Seventh Inning Fetch), regia di Robert Vince (2002)
- Barney: Can You Sing That Song?, regia di Steve Feldman (2005)
- Cambio di gioco (The Game Plan), regia di Andy Fickman (2007)
- Sette anime (Seven Pounds), regia di Gabriele Muccino (2008)
- Free Style, regia di William Dear (2008)
- Zampa e la magia del Natale (The Search for Santa Paws), regia di Robert Vince (2010)
- Barney: Let's Go to the Doctor regia di Brian Mack e Jim Rowley (2012)
- Do You Believe? regia di Jonathan M. Gunn (2015)
- American Pie Presents: Girls' Rules, regia di Mark Elliott (2020)
- He's All That, regia di Mark Waters (2021)
- The Wrong Paris, regia di Janeen Damian (2025)

### Televisione
- Jericho – serie TV, episodi 1x01 (2006)
- Barney (Barney & Friends) – serie TV, episodi 10x09-10x12 (2006)
- Hannah Montana – serie TV, episodi 2x08 (2007)
- 4400 – serie TV, episodi 4x09 (2007)
- Cory alla Casa Bianca (Cory in the House) – serie TV, 34 episodi (2007-2008)
- R.L. Stine: I racconti del brivido - Fantasmagoriche avventure (Mostly Ghostly: Who Let the Ghosts Out?), regia di Richard Correll (2008)
- A Muppets Christmas: Letters to Santa – film TV, regia di Kirk R. Thatcher (2008)
- R. L. Stine's The Haunting Hour – serie TV, episodio 1x13 (2011)
- Life with Boys – serie TV, 23 episodi (2011-2013)
- Lab Rats – serie TV, 7 episodi (2012-2014)
- Mostly Ghostly: Have You Met My Ghoulfriend? – film TV (2014)
- Parenthood – serie TV, episodio 6x13 (2015)
- The Fosters – serie TV (2015)

### Doppiaggio
- Thank You God for... Friends and Helpers, regia di Jeff Gittle (2006)
- Ortone e il mondo dei Chi (Horton Hears a Who!), regia di Jimmy Hayward e Steve Martino (2008)
- Agente Speciale Oso (Special Agent Oso) – serie TV, episodi 1x17-1x19 (2009)
- Beverly Hills Chihuahua 2, regia di Alex Zamm (2010)
- That's What I Am, regia di Michael Pavone (2011)
- Beverly Hills Chihuahua 3: Viva La Fiesta!, regia di Lev L. Spiro (2012)
- Phineas e Ferb (Phineas and Ferb) – serie TV, 9 episodi (2009-2013)
- Jake e i pirati dell'Isola che non c'è (Jake and the Never Land Pirates) – serie TV, 68 episodi (2011-2014)
- The Lion Guard – serie TV (2015)

## Doppiatrici italiane
Nelle versioni in italiano delle opere in cui ha recitato, Madison Pettis è stata doppiata da:
- Sara Labidi in Cambio di gioco, Zampa e la magia del Natale[2]
- Eugenia Bonanni in Cory alla Casa Bianca
- Agnese Marteddu in R.L. Stine: I racconti del brivido - Fantasmagoriche avventure
- Veronica Puccio in Life with Boys (primo doppiaggio)
- Francesca Rinaldi in Life with Boys (secondo doppiaggio)

Da doppiatrice è sostituita da:
- Emanuela Ionica in Beverly Hills Chihuahua 2
- Angelica Bolognesi in Beverly Hills Chihuahua 3: Viva La Fiesta
- Sara Labidi in Jake e I pirati dell'Isola che non c'è
- Agnese Marteddu in The Lion Guard